# ایریک
ایریک (ترکی آذربایجانی: Əyrək یا Əyrik) یک منطقهٔ مسکونی در جمهوری آرتساخ است که در استان کاشاتاق واقع شده‌است.